# José Pinto Peixoto

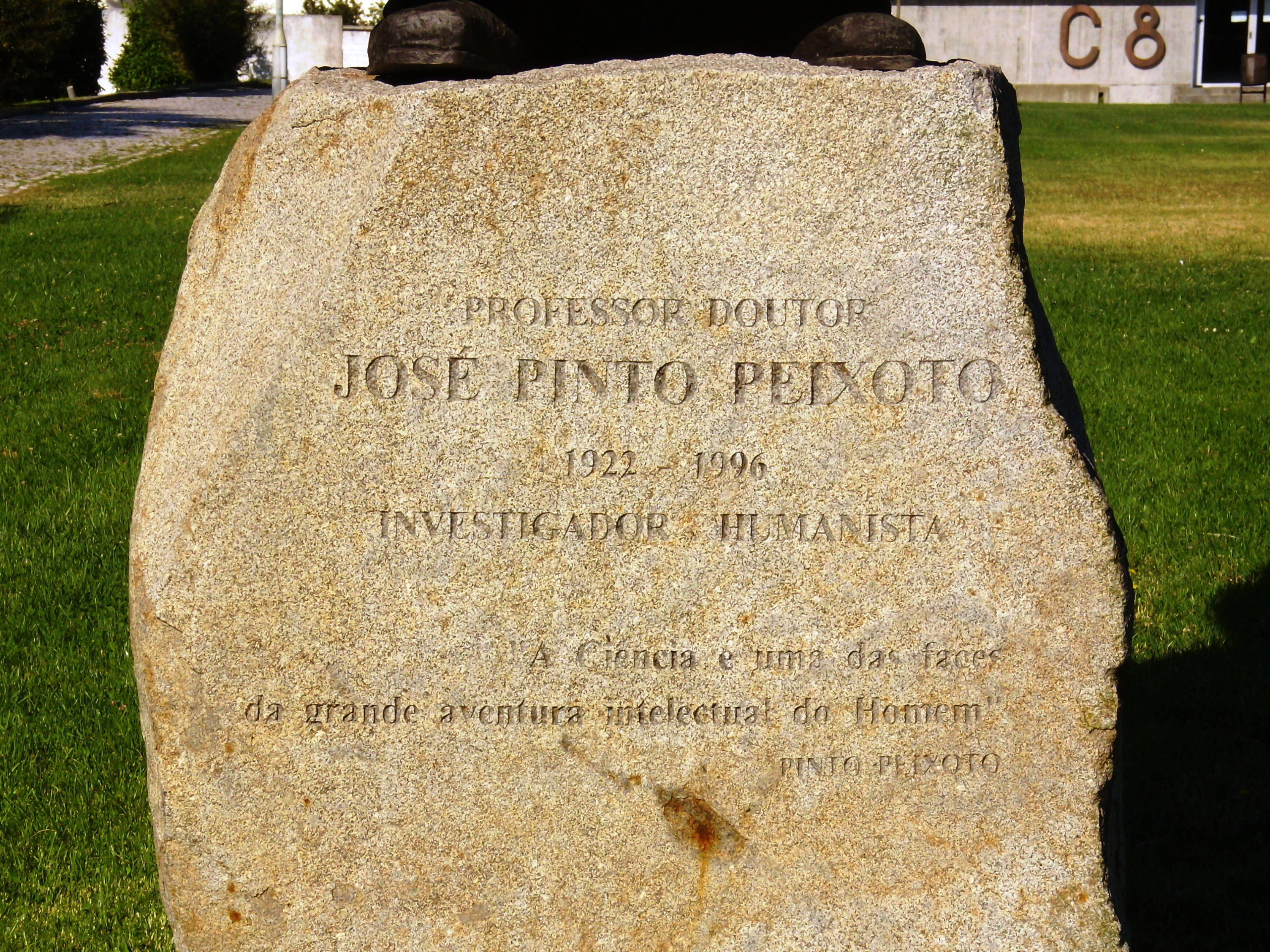
Estátua em homenagem ao Prof. Dr. José Pinto Peixoto: detalhe da placa epigráfica.

José Pinto Peixoto GCSE (Miuzela, Almeida, 9 de Novembro de 1922 — Lisboa, 6 de Dezembro de 1996) foi um dos mais destacados geofísicos e meteorologistas portugueses. Do seu trabalho destacam-se alguns dos primeiros estudos sistemáticos da circulação global na atmosfera, e em particular do ciclo global de água na atmosfera.

## Biografia
Estudou no Liceu Gil Vicente, em Lisboa e, em 1944, terminou a licenciatura em Ciências Matemáticas na Faculdade de Ciências da Universidade de Lisboa. Em 1945 realizou um estágio no Instituto Geofísico Infante D. Luís, vindo a ingressar, no ano seguinte, no recém-criado Serviço Meteorológico Nacional.
Entre 1946 e 1952, estudou Física e Meteorologia e, em 1952, concluiu a licenciatura em Ciências Geofísicas e foi admitido como Assistente na Faculdade de Ciências da Universidade de Lisboa. No entanto, continuou a sua actividade no Serviço Meteorológico Nacional onde deu formação e criou a Divisão de Estudos.
Em 1954 obteve uma bolsa da Academia das Ciências de Lisboa para prosseguir o seu trabalho de investigação no Massachusetts Institute of Technology (MIT), nos Estados Unidos. Aí, juntou-se ao grupo de investigação do Prof. Victor Starr, grupo esse que foi responsável pelos primeiros estudos sistemáticos da circulação global da atmosfera e que incluía cientistas reconhecidos em que se destacavam, para além de Pinto Peixoto, Edward Lorenz, Barry Saltzman e Abraham Oort.
Após voltar a Portugal, em 1956, manteve  uma estreita colaboração com a equipa do MIT e de outros centros de investigação nos EUA, onde passou temporadas. Em 1958, no Ano Geofísico Internacional, foi fundado o actual sistema de observação contínua que gerou uma grande quantidade de dados a nível global. Pinto Peixoto fez o estudo do ciclo da água à escala global, produzindo os primeiros mapas de transporte global de água pela circulação atmosférica. Nas décadas de 1960 e 1970 participou no desenvolvimento dos actuais modelos de circulação global, utilizados na previsão meteorológica.
Entre 1969 e 1973 foi vice-Reitor da Universidade de Lisboa, e director do Instituto Geofísico em 1970. Ajudou ainda a criar as universidades  da Beira Interior e Nova de Lisboa. Foi presidente da classe de Ciências da Academia das Ciências de Lisboa entre 1980 e 1996.
Em 1980 iniciou, em colaboração com Oort, uma síntese do seu trabalho de investigação. Essa síntese esteve na origem do livro "Physics of Climate", publicado em 1992 – uma obra de referência neste domínio.
Pinto Peixoto publicou igualmente vários livros de divulgação sobre temas ligados ao clima e ao meio-ambiente. A 11 de Março de 1993 foi condecorado com a Grã-Cruz da Ordem Militar de Sant'Iago da Espada. Quando faleceu, deixou publicados mais de 50 artigos de investigação. Foi erguida uma estátua sua em frente da Faculdade de Ciências da Universidade de Lisboa.
Conhece-se-lhe a Regra dos Três Pês: Não há nada mais perigoso do que professor novo, prostituta velha e pistola encravada.